# Maculonaclia buntzae
Maculonaclia buntzae là một loài bướm đêm thuộc phân họ Arctiinae, họ Erebidae.